# Leptinotarsa behrensi
Leptinotarsa behrensi  (лат.) — вид жуков-листоедов рода Leptinotarsa из семейства Chrysomelidae. Северная Америка: Мексика, США.

## Описание
Среднего размера жуки-листоеды (около 1 см), сходные с колорадским жуком. Голова и грудь с плотной тонкой пунктировкой. Тело овальное, выпуклое. Усики 11-члениковые. Максиллярные щупики состоят из 4 сегментов (вершинный членик нижнечелюстных щупиков короче предшествующего). Пронотум шире головы. Голова, грудь и надкрылья одноцветные, бронзового или голубоватого цвета.